# Mongolsko na Letních olympijských hrách 1980
Mongolsko se účastnilo Letní olympiády 1980 v Moskvě. Zastupovalo ho 43 sportovců (39 mužů a 4 ženy) v 8 sportech.

## Medailisté
| Medaile | Jméno                  | Sport | Soutěž                   |
| ------- | ---------------------- | ----- | ------------------------ |
| Stříbro | Džamcin Davaadžav      | Zápas | muži volný styl do 74 kg |
| Stříbro | Cendín Damdin          | Judo  | Muži do 65 kg            |
| Bronz   | Dugarsürengín Ojúnbold | Zápas | muži volný styl do 57 kg |
| Bronz   | Ravdangín Davádalaj    | Judo  | Muži 71 kg               |